# Altınapa Hanı
Koordinaten: 37° 52′ 50″ N, 32° 18′ 10,5″ O

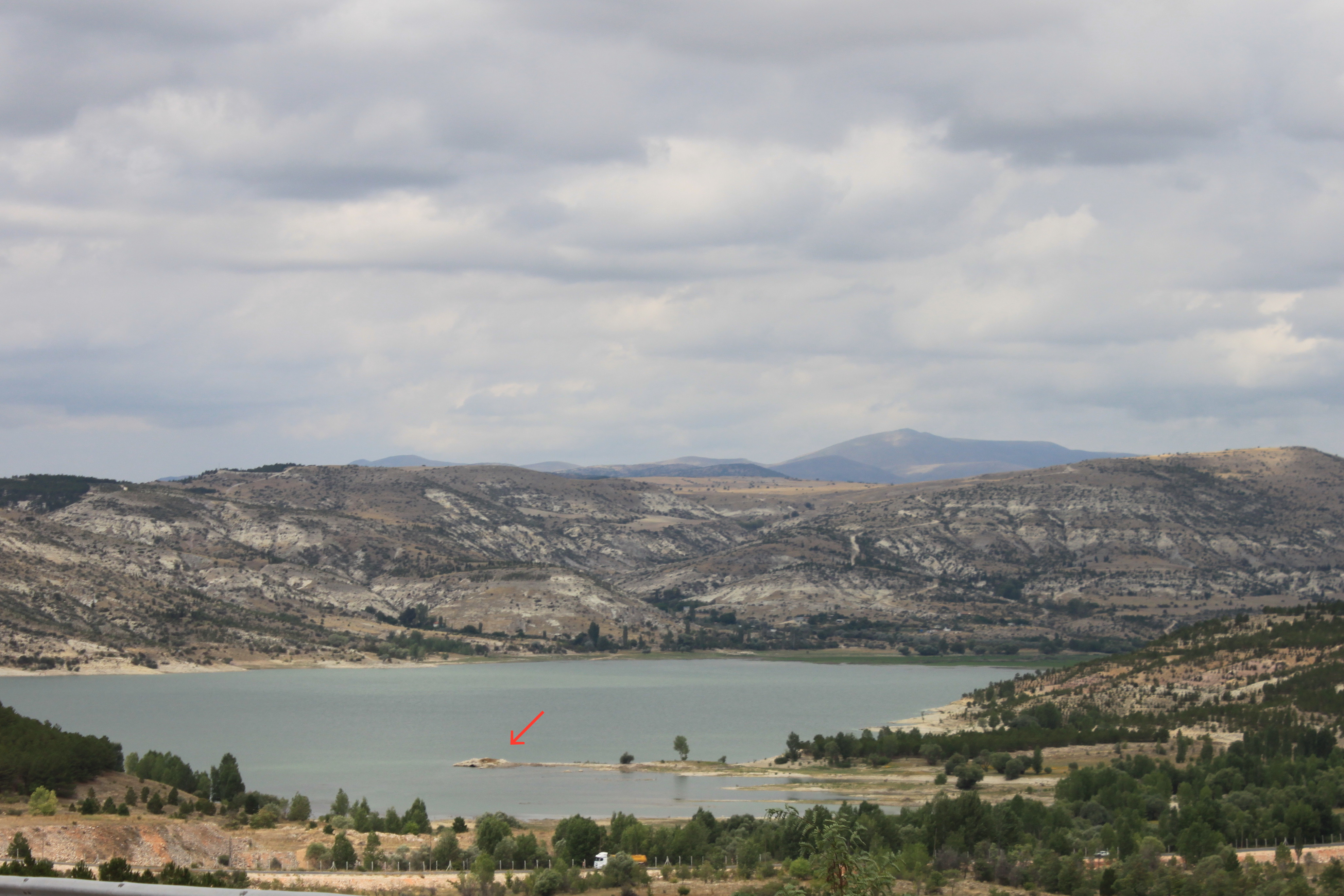
Altınapa-Han im Altınapa-Stausee bei Niedrigwasser (siehe roten Pfeil)

Der Altınapa-Han (auch Altunapa Hanı) war eine der seldschukischen Karawanenstationen der Kesikbeli-Karawanenroute des 13. Jahrhunderts zwischen dem Zentrum der Rum-Seldschuken in Zentralanatolien, Konya, und den Hafenstädten Alanya und Antalya am Mittelmeer. Er war die erste Karawanserei auf dieser Karawanenroute 17 km westlich von Konya an der Straße von Konya nach Beyşehir in der Nähe des heutigen Südufers der Altınapa Barajı. Er wurde beim Bau des Stausees überflutet, war aber bereits zu Beginn des Staudammbaus eine Ruine. Das Gebäude gehört zu den frühen Beispielen für Karawansereien mit offenem Innenhof und geschlossenem Bereich mit fast gleichen Abmessungen, von dem nur die Nordmauer des Hofes erhalten blieb. Während der geschlossene Teil in drei Schiffe mit zwei Reihen von vier Pfeilern gegliedert war, gab es im Norden und Süden des Hofes Unterstandsabschnitte mit geschlossenen Fronten. Von der Masjid, die in früheren Veröffentlichungen im Südosten der Hofeinfahrt angegeben wurde, fehlt jede Spur. Laut einer Urkunde wurde der Altınapa Hanı 1201–1202 n. Chr. vom seldschukischen Staatsmann Şemsettin Altınapa gestiftet.

## Beschreibung von 1956
Mahmut Akok, der 1956 mit seinem Archäologenteam noch vor Füllung des Stausees den Komplex vermessen hat, hinterließ in einem Vermessungsbericht auch eine detailliertere Beschreibung der damaligen Ruinen der Altınapa-Karawanserei. Danach bildete der Hankomplex, dessen Eingang stark beschädigt war, eine lange rechteckige Anlage bestehend aus zwei Teilen, einem Sommer- und einem Winterteil. Vorplatz, Hof- und Winterbau bildeten gemeinsam eine abgeschlossene Einrichtung. Der vordere Teil und der Hofbereich waren mindestens 1,50 m hoch mit Erde und Schutt gefüllt. Form und Beschaffenheit des Eingangs waren vor allem aufgrund der Ruinen teilweise nicht klar. Da der Eingangsteil sehr baufällig war, konnte über die Details des Türrahmens und der Moscheestruktur nichts gesagt werden. Lediglich die Säulen- und Bogenkolonnaden rund um den Hof und das Stalltor haben wegen der zeitlichen Zuordnung eine gewisse architektonische Bedeutung. Diese Bögen mit ihrer bi-zentrischen Spitzform stammten in ihrer klassischen Form aus dem 13. Jahrhundert.
Auf der einen Seite des Sommerhofs gab es einen Stallteil mit einer einzigen Tür und auf der anderen Seite eine Partie für Wagen und Dromedare mit einer Art Portikus an der Vorderseite. Beide Stallbereiche waren mit langen Gewölben parallel zu den Seitenwänden bedeckt und zeigten die Form von regelmäßigen Bruchsteinen an den Stirnseiten. Zwischenbögen unten und seitlich waren aus bearbeiteten Natursteinen erstellt, deren Rückseiten gezahnt waren, um ein Bruchstein-Mauerwerk zu imitieren. Am Ende des linken Flügels der Eingangsseite standen drei Mauern eines sehr baufälligen Moscheegebäudes, dessen unterer Teil mit Bögen und Gewölbe bedeckt war. Die Bausituation des eingestürzten Moscheegebäudes war mit Schwierigkeiten zu erkennen.
Direkt gegenüber, in der Mitte der Mauer des Winterteils am Ausgang zum Hof, gab es eine Art Schlosstor (Takkapı) als monumentalen Eingang. Der überdachte, dreiteilige, in der Mitte erhöhte und von dicken Mauern umgebene Winterpart war mit acht ornamentierten Säulen in zwei Reihen mit Gewölben bedeckt, die von Bögen getragen wurden. Das Gewölbe und die Wandflächen waren aus bearbeitetem Bruchstein. Die Säulen im Winterraum und deren Basiskörper waren ebenfalls komplett aus Naturstein. Einige Halbpfeiler, die das Mittelschiffgewölbe des geschlossenen Wintertraktes tragen, waren flache Steinpfeiler aus den Resten älterer Gebäude. Da der Mittelteil dieses Abschnitts im Laufe der Zeit entfernt worden war, blieben nur die zu diesen Sockeln gehörenden Basen. An den umlaufenden Wänden befanden sich mehrere Lüftungsfenster. Ob sich in der Mitte des Gewölbes des Mittelschiffs eine Lichtkuppel befand, konnte aufgrund der Ruinen nicht festgestellt werden.
Die Außenmauern des Winterteils außerhalb des Hofes bestanden aus regelmäßig geschnittenem Stein. Auf diese Weise entstand eine Harmonie mit der hier installierten „Schlosstor“-Struktur. Dessen beide ineinander liegende Spitzbögen endeten mit einem vorspringenden Rahmen auf dem flachen Fundament aus freistehendem Stein. Seine Verbindung mit dem Inneren der Tür erfolgte in der gleichen Anordnung. Ob die Dächer mit Steinen oder mit isoliertem Erdreich bedeckt waren, war nicht zu klären. Man geht davon aus, dass das erhöhte Mitteldach die Form eines Satteldaches hatte, das zu beiden Seiten geneigt war, da es architektonisch die höchste Gewölbedecke und an den Seiten zwei Gewölbe mit geringerer Höhe aufwies.